# ماریا گراتسیا کوچینوتا
ماریا گراتسیا کوچینوتا (ایتالیایی: Maria Grazia Cucinotta؛ ‏ تلفظ در ایتالیایی: [maˈriːa ˈɡrattsja kutʃiˈnɔtta]؛ ‏ زاده ۲۷ ژوئیه ۱۹۶۹) بازیگر، کارگردان، تهیه‌کننده و مدل ایتالیایی است که در فیلم‌هایی چون «پستچی» (به ایتالیایی: Il Postino)، شهردار، زیبایی زنان، دنیا کافی نیست، تشریفات مذهبی، برداشتن قطعات، فارغ التحصیلان و اتاق‌خواب‌ها به ایفای نقش پرداخته‌است
او یک شرکت فیلمسازی نیز دارد.
او مدتی نماینده برنامه جهانی غذا علیه گرسنگی بود.

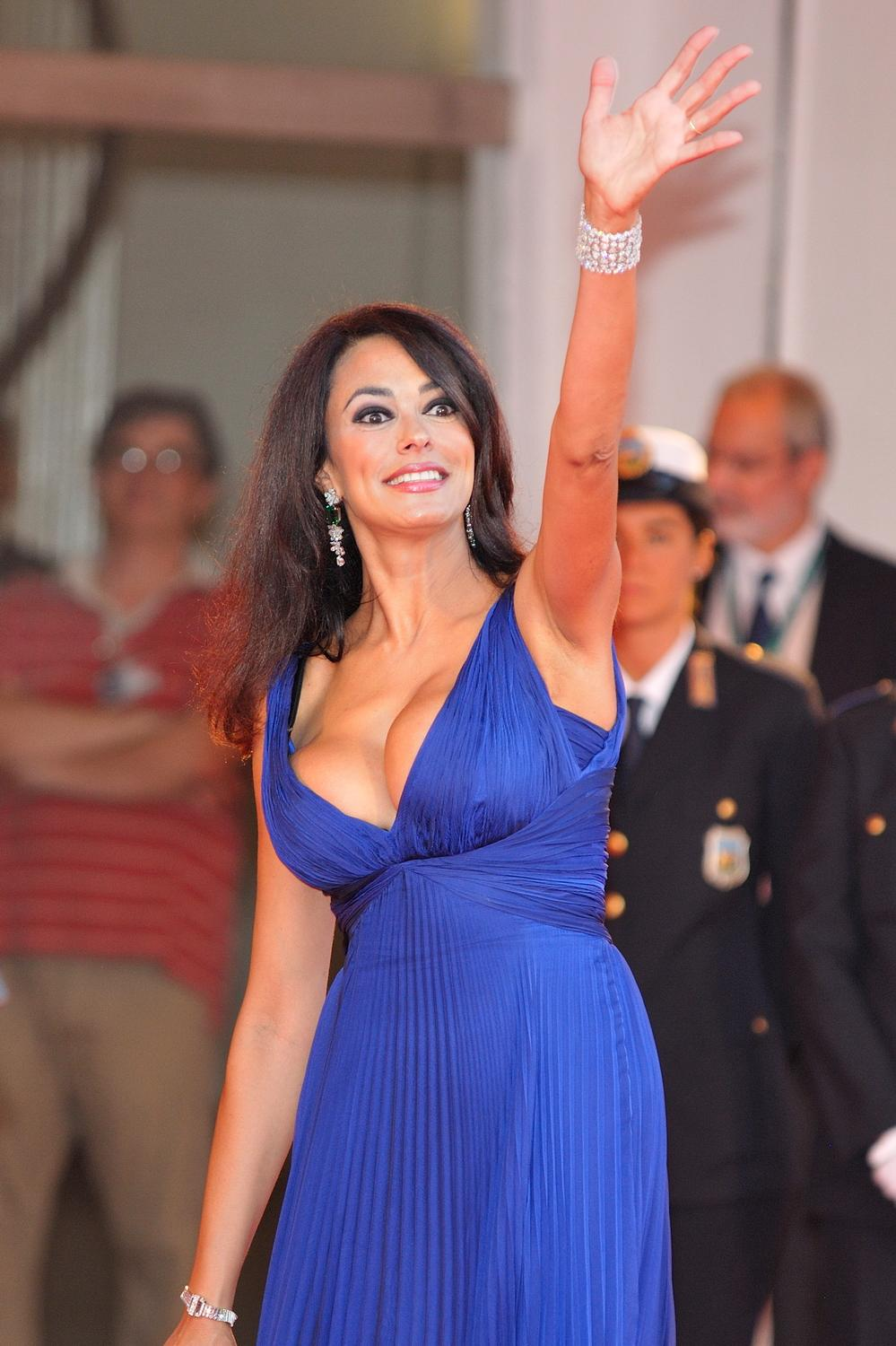
ماریا گراتزیا کوچینوتا جشنواره ونیز سپتامبر ۲۰۰۹